# Poschlaja Molli

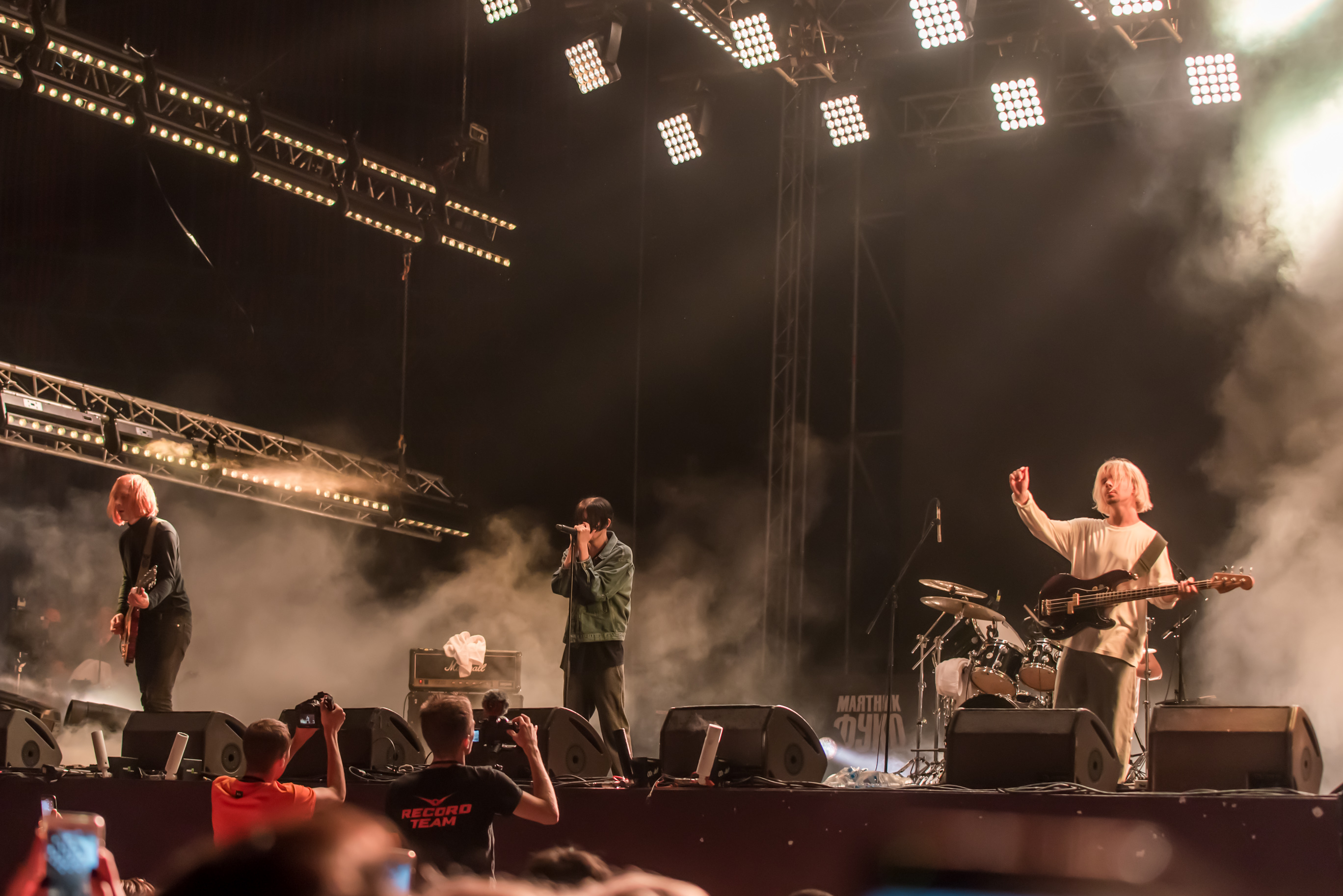
Poschlaja Molli in Sankt Petersburg (2019)

Poschlaja Molli (russisch Пошлая Молли) ist eine russischsprachige Band aus der Ukraine.

## Geschichte
Der aus Smijiw stammende Bandleader Kyrylo Tymoschenko begann im Alter von 10 Jahren zu rappen. Mit 14 lernte er, Gitarre zu spielen und entschied, eine Band zu gründen. Er brach ein Fernstudium an einer Technikerschule ab. Die erste Single wurde 2016 veröffentlicht. Tymoschenko schreibt die Musik selbst. Er änderte die Zusammensetzung der Band, bis er eine fand, die er behalten wollte. In der Ukraine hatte die Band Auftritte in Städten wie Charkiw und Odessa.

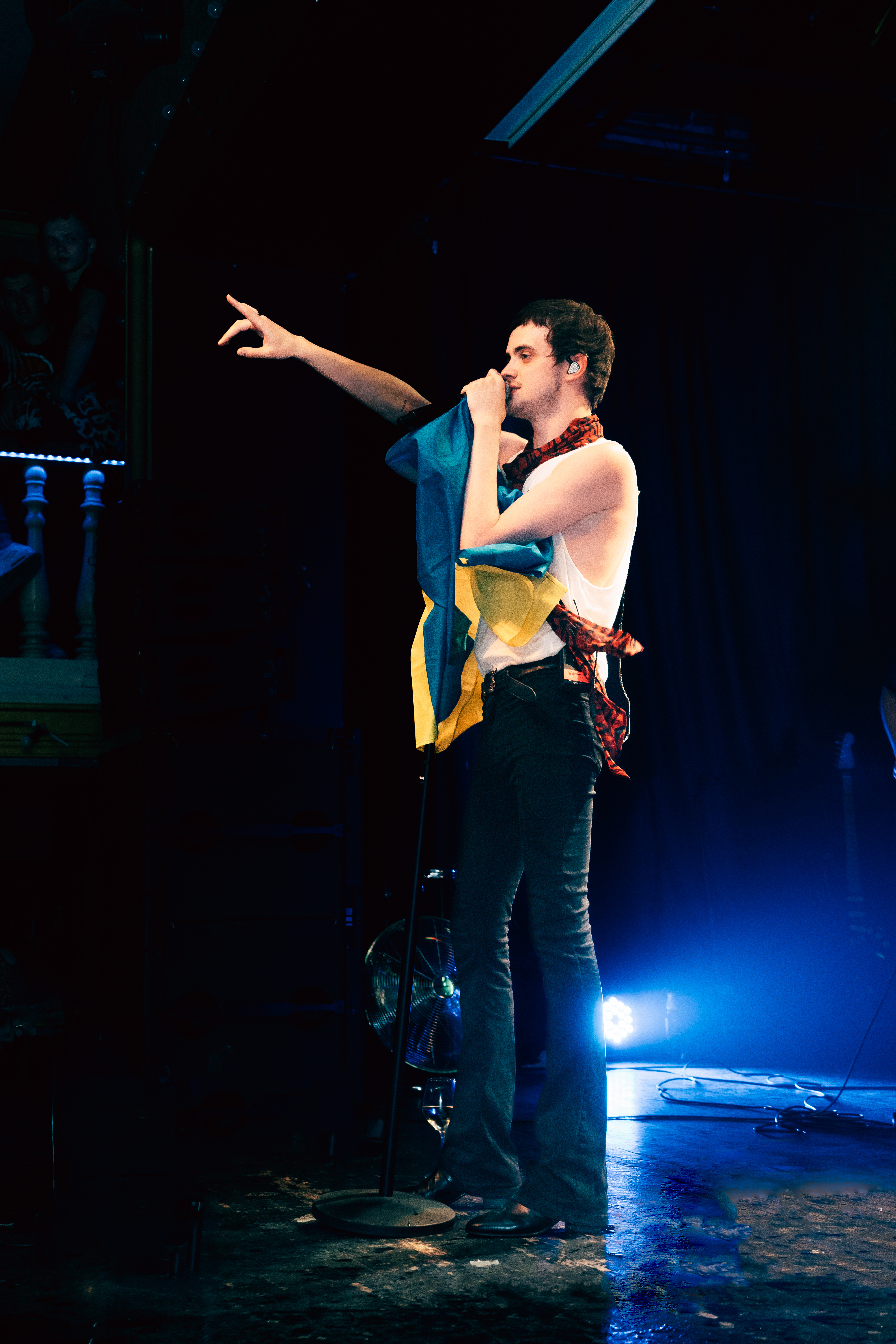
Kyrylo Tymoschenko (2022)

2017 veröffentlichte die Band ihr erstes Studioalbum und erreichte kurz darauf 20.000 Abonnenten auf vk.com. Das erste Konzert der Band in Moskau fand im März 2017 statt. Die Eintrittskarten waren innerhalb von zwei Stunden ausverkauft. In diesem Jahr gab die Band mindestens 50 Konzerte in Russland. Während einem dieser Konzerte wurde die Band aus unbekannten Gründen von einem FSB-Offizier befragt. 2018 erreichte die Band dreihunderttausend Abonnenten auf vk.com und trat unter anderem im Adrenaline Stadium, dem größten Konzertsaal Moskaus, auf. Am 15. Februar 2018 trat die Band in Iwan Urgants Late-Night-Show Wetschernij Urgant auf. Im Juli 2018 weigerte sich die Band in Russland beim Naschestwii-Festival aufzutreten, da ihre Botschaft nicht mit Militarismus vereinbar sei. Das Festival fand seit 2013 in Kooperation mit dem Verteidigungsministerium der Russischen Föderation statt. Ein paar Monate zuvor versprachen die Veranstalter, diese Kooperation zu beenden, was sie jedoch nicht taten.
Im Februar 2020 trat die Band auf einem Livekonzert bei MTV Rossija auf. Das im selben Monat veröffentlichte Album PAYCHECK war auf Platz 8 der russischen Apple Music Charts. Im Oktober des desselben Jahres trat die Band erneut bei Wetschernij Urgant auf, wobei Urgant Tymoschenko interviewte. Im Dezember 2020 trat die Band auf einem von Mobile TeleSystems organisierten Online-Livekonzert auf. Im September 2021 veröffentlichte die Band zusammen mit Allj die Single Dom Perinjon.
Nach Beginn des russischen Überfalls 2022 verurteilte die Band das Vorgehen der russischen Behörden und weigerte sich, in Russland aufzutreten. Am 27. und 28. März 2022 veranstaltete die Band zusammen mit anderen ukrainischen und russischen Künstlern Benefizkonzerte in Warschau. Der Erlös in Höhe von fast 50.000 € wurde an die Polnische Humanitäre Organisation gespendet und sollte Menschen in der Ukraine und Flüchtlingen zugutekommen. Mitglieder von Poschlaja Molli traten wiederholt mit der Flagge der Ukraine auf der Bühne auf. Für November und Dezember 2023 waren Konzerte in fünf polnischen Städten geplant. Diese wurden abgesagt, nachdem Tymoschenko sich auf sozialen Netzwerken über die polnische Sprache beschwerte und den Polen riet, russisch zu sprechen und sich wieder dem Russischen Reich anzuschließen. Nach einer Welle der Kritik von Polen und Ukrainern erklärte Tymoschenko, seine Worte über die Sprache seien ein Witz und „eine Parodie auf das kaiserliche Russland“. Er entschuldigte sich für seinen „scharfen Humor“.

## Musikstil und Einfluss
Der Musikstil der Band wird dem Electropunk zugerechnet. Die Liedtexte handeln von der Zelebrierung des Ungehorsams, jugendlichen Impulsen, Alkoholkonsum und Geschlechtsverkehr. Poschlaja Molli beeinflusste spätere Musikgruppen, die Tymoschenkos Stil, wie die Verwendung eines Synthesizers, das Thema der Texte, die hohe Intonation der Stimme, und die Darstellung des Album-Covers nachahmten.

## Diskografie
Studio-Alben
- 2017: 8 sposobov kak brosit drochit Deluxe Version
- 2018: Grustnaja dewtschonka s glasami kak u sobaki (Warner Music Group, Believe)
- 2018: OTSCHJEN STRASCHNAJA MOLLI 3 (TSCHAST1) (Warner Music Group)
- 2020: PAYCHECK (Warner Music Group)